# Línguas germânicas ocidentais
As línguas germânicas ocidentais constituem o maior dos três ramos em que tradicionalmente se divide a família linguística germânica, juntamente com as línguas germânicas orientais e setentrionais, e inclui idiomas como o inglês, o alemão o holandês, o africâner, o frísio e o iídiche.

## História

### Origens e características
As línguas germânicas são divididas tradicionalmente em três grupos, as línguas germânicas setentrionais, orientais e as ocidentais. A relação exata entre elas é difícil de ser determinada a partir da evidência esparsa existente em inscrições rúnicas, e permaneceram mutualmente inteligíveis ao longo do período das migrações germânicas, de modo que certas variedades em particular são de difícil classificação. O grupo ocidental, que presumivelmente teria se formado como uma variedade do proto-germânico no fim da cultura Jastorf (por volta do século I a.C.), caracteriza-se por diversas inovações fonológicas e morfológicas que não são encontradas nas germânicas setentrionais e orientais, como:
- A perda do w após ng
- Geminação das consoantes (exceto r) antes de /j/
- Substituição da terminação da 2ª pessoa do singular -t por -i
- O desenvolvimento de um gerúndio

Ainda assim, diversos estudiosos duvidam que as línguas germânicas ocidentais teriam descendido de um ancestral comum posterior ao proto-germânico, ou seja, que um suposto "proto-germânico ocidental" teria existido. Em vez disso, propôs-se que após a separação do germânico oriental do grupo, as línguas germânicas restantes, as línguas germânicas do noroeste, teriam se dividido em quatro dialetos principais: o germânico setentrional, e os três grupos convencionalmente chamados de "germânico ocidental":
1. Germânico do Mar do Norte (ingevônico, ancestral do anglo-frísio e do baixo alemão)
2. Germânico do Elba (irminônico, ancestral do alto alemão)
3. Germânico do Weser-Reno (istveônico, ancestral do francônio e do neerlandês)

Evidências para esta classificação surgiram a partir de diversas inovações linguísticas encontradas tanto no germânico setentrional quanto no germânico ocidental, incluindo:
- Retração do proto-germânico ǣ para ā
- Desenvolvimento do umlaut
- Rotacismo do z para r
- Desenvolvimento do pronome demonstrativo que originou o inglês this

A partir deste ponto de vista, as propriedades que as línguas germânicas ocidentais têm em comum, e que lhes separam das línguas germânicas setentrionais, não foram herdadas de uma "língua proto-germânica ocidental", mas sim espalhadas através do contato linguístico com as línguas germânicas faladas na Europa central e que não chegaram àquelas faladas na Escandinávia. Ainda assim, argumentou-se que, julgando-se pela sua sintaxe praticamente idêntica, as línguas germânicas ocidentais do período antigo eram próximas o suficiente para terem sido mutualmente inteligíveis.

### Idade Média
Durante a Idade Média, as línguas germânicas ocidentais foram separadas pelo desenvolvimento insular do inglês médio por um lado, e pela segunda mudança sonora germânica continental no outro.
A mudança consonantal do alto alemão diferenciou as línguas germânicas altas das outras línguas germânicas ocidentais. No início dos tempos modernos, a separação havia se ampliado para diferenças consideráveis, que iam do altíssimo alemânico, no sul (o dialeto Walliser sendo o dialeto alemão sobrevivente mais meridional) até o baixo saxão do norte, no norte. Embora ambos os extremos sejam considerados como alemão, não são mutualmente inteligíveis. As variedades mais meridionais completaram a segunda mudança sonora, enquanto os dialetos setentrionais permaneceram inalterados por esta mudança consonantal.
Das variedades alemãs modernas, o baixo alemão é aquele que mais lembra o inglês moderno. O distrito de Ânglia, do qual as palavras Inglaterra e inglês são derivadas, situa-se no extremo norte da Alemanha, entre a fronteira com a Dinamarca e a costa do mar Báltico. A área habitada pelos saxões (partes da atual Eslésvico-Holsácia e Baixa Saxônia) ficam ao sul da Ânglia. A tribo germânica dos anglo-saxões era na verdade uma combinação de diversos povos da Alemanha setentrional e da península da Jutlândia.

## Família linguística

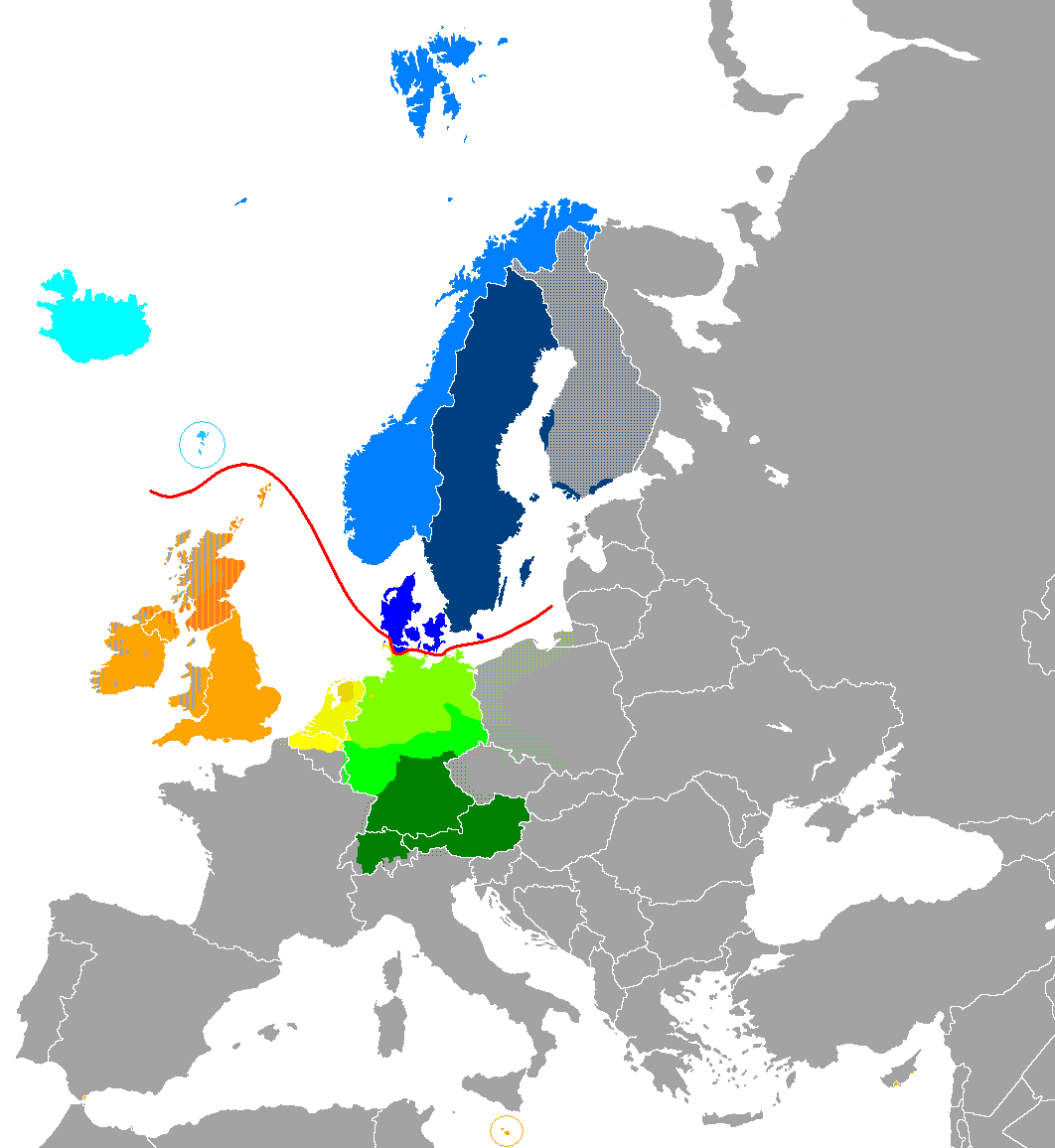
Línguas germânicas ocidentais.
Neerlandês (baixo francônio, germânico ocidental)
Baixo alemão (germânico ocidental)
Alemão central (alto alemão, germânico ocidental)
Alemão superior (alto alemão, germânico ocidental)
Inglês (anglo-frísio, germânico ocidental)
Frísio (anglo-frísio, germânico ocidental)
Línguas germânicas setentrionais
Escandinavo oriental
Escandinavo ocidental
Linha divisória entre as línguas germânicas setentrionais e ocidentais

Note que as divisões entre as subfamílias do germânico raramente são definidas com precisão; a maior parte forma um contínuo dialetal, com dialetos adjacentes sendo mutualmente inteligíveis, enquanto aqueles que estão geograficamente separados não o são.
- Anglo-frísio
  - Inglês
  - Línguas frísias
  - Scots
  - Yola (extinta)
- Baixo alemão
  - Baixo franconiano
    - Africâner (África do Sul e Namíbia)
    - Neerlandês

  - Baixo saxão
- Alto alemão
  - Alemão alemânico
  - Alemão áustro-bávaro
  - Alemão
  - Luxemburguês
  - Iídiche
  - Vilamoviano